# Solomys salamonis
Solomys salamonis és una espècie de mamífer rosegador de la família dels múrids. És endèmica de les Illes Nggela a les Illes Salomó.
Aquesta espècie podria estar extinta, ja que només es coneix per l'holotip, un mascle adult, agafat per Alexander Morton del Museu Australià durant l'expedició de l'HMS Cormorant a les Illes Salomó el 1881. En inspeccions fetes el 1987 i el 1991 no es trobaren espècimens, i les Illes Nggela estaven molt desforestades.